# Gaspar Campos
Gaspar Campos (Buenos Aires, 9 de febrero de 1831 - Lomas Valentinas, Paraguay, 12 de septiembre de 1868) fue un militar argentino que participó en las guerras civiles de su país, contra los indígenas y en la guerra del Paraguay, durante la cual cayó prisionero y murió comido por las hormigas en Paraguay.

## Biografía

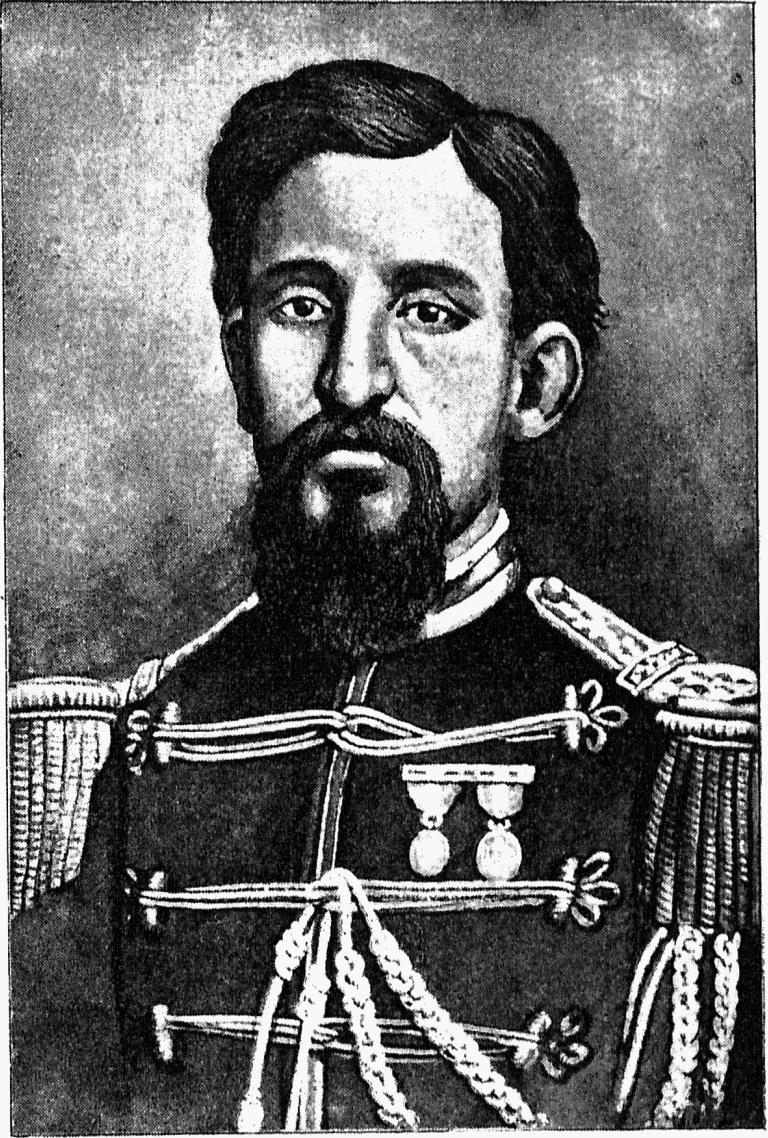
Teniente coronel Gaspar Campos.

Hijo del estanciero y militar Martín Teodoro Campos y de Luisa López Camelo, era hermano de otros tres oficiales, todos los cuales llegarían al rango de generales: Luis María Campos, Julio Campos y Manuel J. Campos. Se educó en Buenos Aires, y desde joven se dedicó a la ganadería en la estancia familiar de Lobería.
Poco después de la batalla de Caseros se enroló en el ejército del Estado de Buenos Aires a las órdenes de Emilio Conesa, participando en la revolución de septiembre y enfrentando al sitio de Buenos Aires por Hilario Lagos. Participó en la batalla de San Gregorio y fue tomado prisionero junto con su padre, a quien cuidó en su enfermedad. Recuperó la libertad después del final del sitio.
Por el resto de la década se dedicó a la ganadería, aunque prestó algunos servicios en la milicia de caballería que ayudaba al ejército de línea cuando se producían malones.

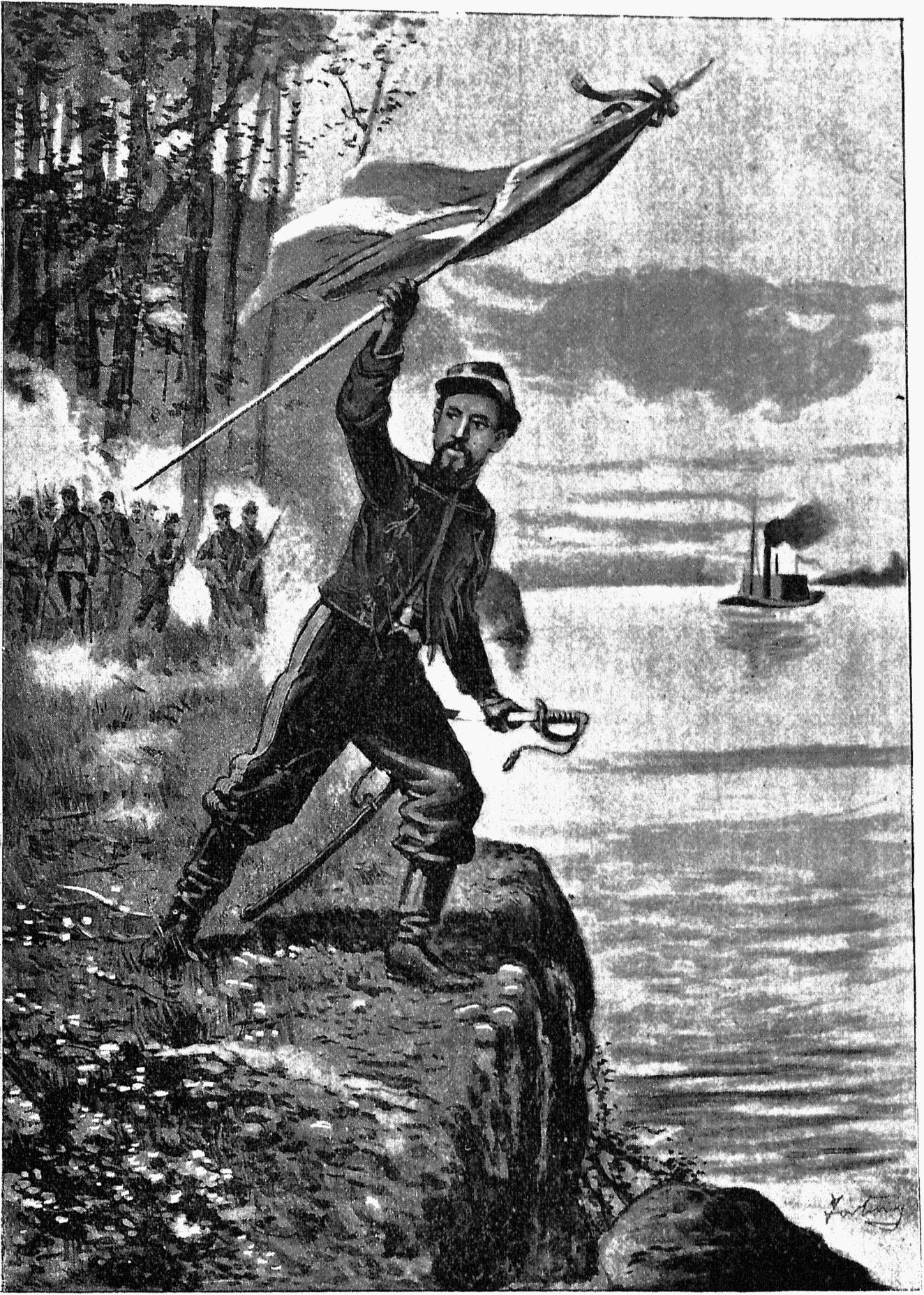
El Teniente Coronel Gaspar Campos, jefe del Batallón "Cazadores de la Rioja", sorprendido en Acayuazú, salva la bandera de su batallón, arrojándola al Río Paraguay, de cuyas aguas fue recogida por un acorazado brasilero.

En 1859 se enroló nuevamente en el ejército provincial y participó en la batalla de Cepeda y en la de Pavón. A las órdenes de su hermano Julio y del coronel José Miguel Arredondo participó en la campaña de invasión del norte del país, luchando contra el "Chacho" Peñaloza en La Rioja. Más tarde prestó servicios en la escolta de su hermano, gobernador de esa provincia.
Al estallar la Guerra del Paraguay, marchó al frente como comandante de la división de infantería riojana. Participó en la batalla de Yatay y en el sitio de Uruguayana. Con el grado de teniente coronel, y al mando del Batallón de "Cazadores de La Rioja", participó en varias batallas. Se destacó en la batalla de Tuyutí, en la que fue herido, y en la toma de Humaitá.
En julio de 1868, a las órdenes del coronel Miguel Martínez de Hoz, fueron sorprendidos en Acayuazá, cerca del Reducto Corá, sede en ese momento del presidente paraguayo Francisco Solano López. Salvó la bandera del batallón pero – tras la muerte de la mayor parte de sus hombres, incluso del coronel Martínez de Hoz – fue tomado prisionero. 
Sobrevivió casi dos meses, durante los cuales fue muy maltratado por los paraguayos. Y sufrió especialmente por las condiciones en que se hizo la retirada paraguaya hacia el centro del país. Murió en el campamento de Lomas Valentinas en septiembre de 1868, asistido por el entonces coronel Bernardino Caballero —después presidente del Paraguay— quien después de la guerra hizo llegar a su familia sus efectos personales.

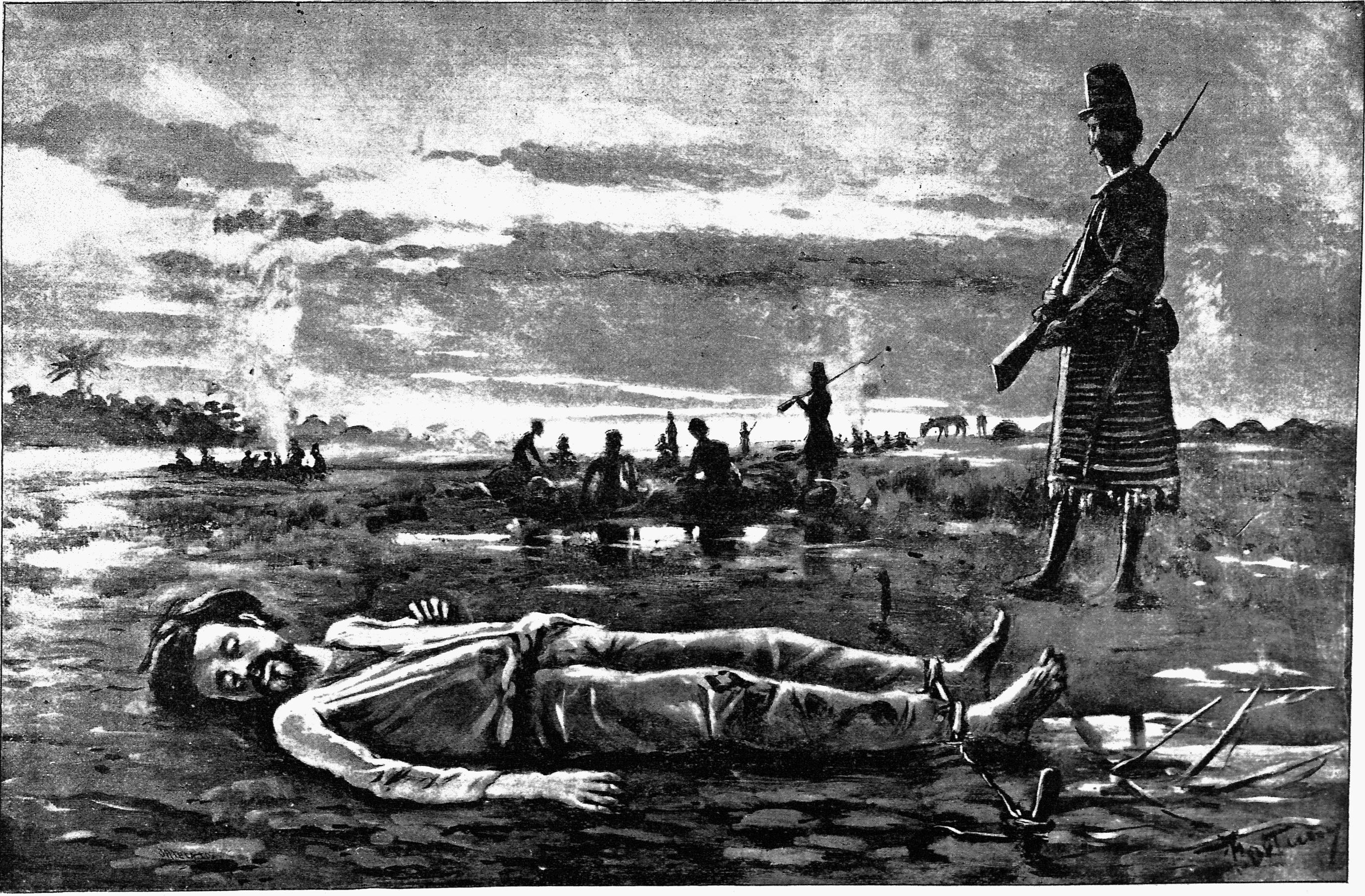
El Teniente-Coronel Don Gaspar Campos, prisionero de guerra, muere de hambre, en el cepo, en Ita-Ivaté, la noche del 12 de septiembre de 1867.

El sufrimiento y la muerte de Gaspar Campos fueron utilizados por muchos historiadores argentinos para demostrar la inhumanidad de los paraguayos. Los historiadores paraguayos coinciden en que las tropas defensoras tampoco disponían de abundantes ni buenos alimentos. Por otro lado, muchos de los prisioneros paraguayos que caían en manos argentinas eran obligados a luchar contra su país o, en caso de caer en manos de los brasileños, eran llevados como esclavos a trabajar en las plantaciones de café.
Una importante avenida del Partido de San Miguel y una calle del Partido de Vicente López, en la provincia de Buenos Aires, recuerdan al coronel Gaspar Campos; la segunda de ellas es especialmente conocida porque en ella estuvo el domicilio del general Perón. La Ciudad de Buenos Aires, en cambio, existe un Pasaje Gaspar Campos en Caballito a la altura de la Avenida Juan Bautista Alberdi al 300.

## Referencias

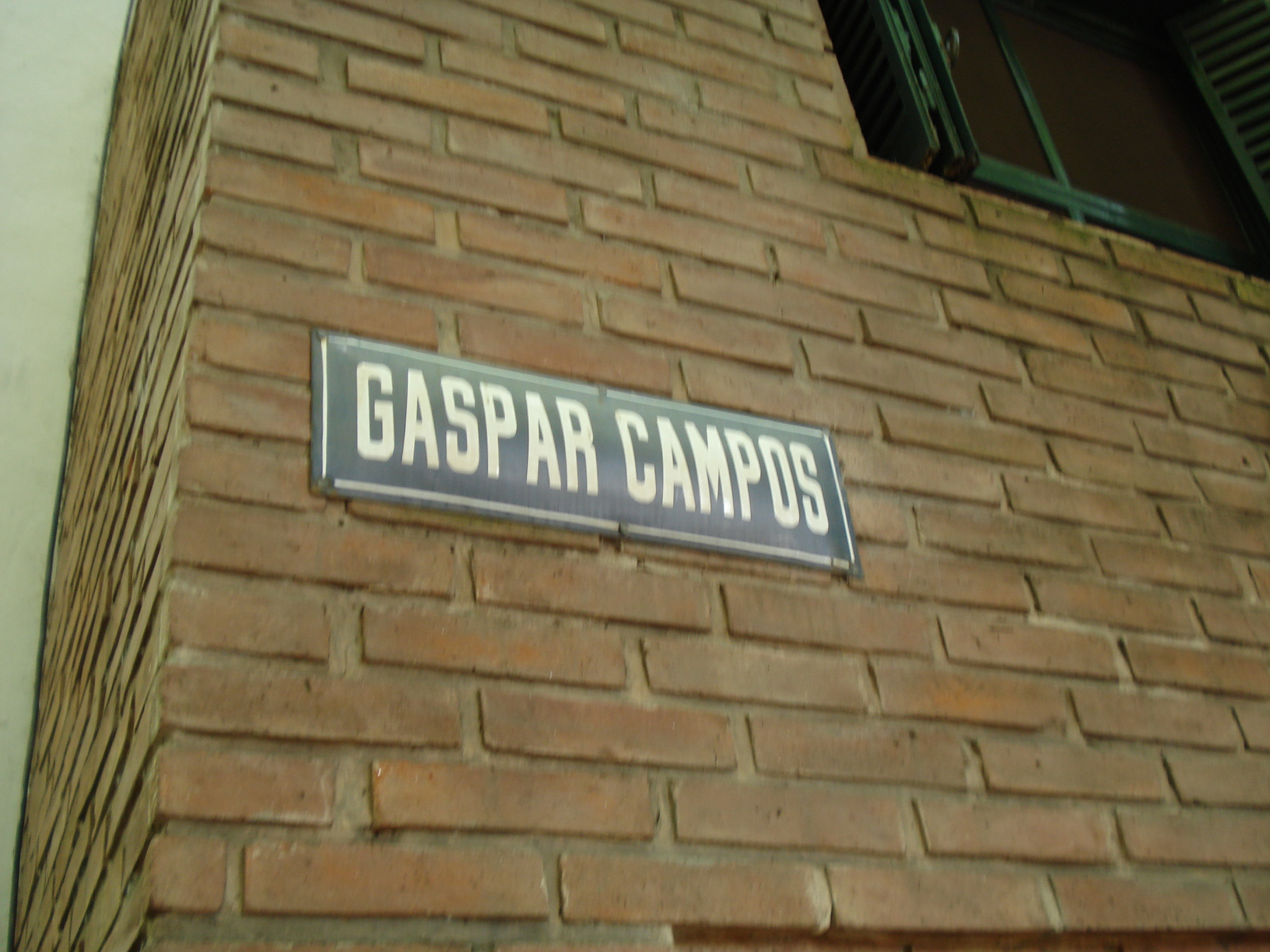
Calle Gaspar Campos, en Vicente López, en el partido homónimo.